# Kirk Jones (réalisateur britannique)
Pour les articles homonymes, voir Kirk Jones.
Kirk Jones (né le 31 octobre 1964  à Bristol) est un réalisateur et scénariste britannique.

## Filmographie

### Réalisateur
- 1998 : Vieilles Canailles (Waking Ned)
- 2005 : Nanny McPhee
- 2009 : Everybody's Fine
- 2012 : Ce qui vous attend si vous attendez un enfant (What to Expect When You're Expecting)
- 2016 : Mariage à la grecque 2 (My Big Fat Greek Wedding 2)

### Scénariste
- 1998 : Vieilles Canailles (Waking Ned)
- 2009 : Everybody's Fine